# Floris Alkemade
Floris Leonardus Hubertus Alkemade (Sint-Oedenrode, 3 augustus 1961) is een Nederlands architect. Hij was tussen 2015 en 2021 Rijksbouwmeester. 
Floris Alkemade is kernlid van de Sociaal Creatieve Raad.

## Biografie
Alkemade werd geboren in 1961 in het Brabantse Sint-Oedenrode. In 1989 studeerde hij af als bouwkundige aan de Technische Universiteit Delft. Daarna werkte hij 18 jaar voor het architectenbureau OMA van Rem Koolhaas, waar hij de laatste zeven of acht jaar ook partner was. Hij was verantwoordelijk voor het TGV-station bij Euralille in het Franse Lille, het nieuwe centrum van Almere en het museum in de voormalige Zollverein-mijn in het Duitse Essen.
In 2008 begon hij met zijn eigen bureau FAA (Floris Alkemade Architect of Architects). Daarnaast is hij ook lector aan de Academie van Bouwkunst in Amsterdam. Van 2015 tot 2021 was hij Rijksbouwmeester, een functie die hij overnam van Frits van Dongen. In die functie gaf hij gevraagd en ongevraagd onafhankelijk advies over het vastgoed van het Rijksvastgoedbedrijf. Daaronder viel ook het kiezen van architecten voor nieuwbouw en renovatie van rijksvastgoed. Als Rijksbouwmeester was hij tevens voorzitter van de Gouden Piramide, een prijs voor architectuur en stedenbouwkundige ontwikkeling.
In 2018 was hij één van de curatoren van The Missing Link, de achtste editie van de Internationale Architectuur Biennale Rotterdam en werd hij door Architectenweb verkozen tot Architect van het Jaar, onder meer vanwege zijn zoektocht naar nieuwe manieren om vluchtelingen te huisvesten. Op 18 juli 2021 was hij de gast in het VPRO-programma Zomergasten.
In 2022 werd aan Alkemade de Rotterdam-Maaskantprijs, een prestigieuze oeuvreprijs voor architectuur, toegekend.
- Bibsys: 32200
- Bibliothèque nationale de France: cb15573233d (data)
- Gemeinsame Normdatei: 117873482X
- International Standard Name Identifier: 0000 0003 8414 461X
- Library of Congress Control Number: nr00015087
- Nationale Bibliotheek van Israël: 987007348580605171
- Nederlandse Thesaurus van Auteursnamen: 189651849
- RKD-Nederlands Instituut voor Kunstgeschiedenis: 333091
- Système universitaire de documentation: 228506670
- Union List of Artist Names: 500237768
- Virtual International Authority File: 273945217
- WorldCat: E39PBJk4DjgyfjKryBbyqkpgKd